# Gnathia calamitosa
Gnathia calamitosa är en kräftdjursart som beskrevs av Théodore Monod 1926. Gnathia calamitosa ingår i släktet Gnathia och familjen Gnathiidae. Inga underarter finns listade i Catalogue of Life.